# Patacón (bond)
Il patacón (ufficialmente denominato Letra de Tesorería para Cancelación de Obligaciones de la Provincia de Buenos Aires) è stata una valuta complementare messa in circolazione nella Provincia di Buenos Aires, in Argentina, tra il 2001 e il 2002. L'obbligazione riprende il suo nome da una vecchia moneta argentina ed ebbe discreta diffusione nel paese, a fianco del peso argentino.

## Descrizione
Si trattava di un'obbligazione pubblica, con un tasso di interesse del 7%, inizialmente introdotta nelle buste paga dei dipendenti pubblici, il cui valore era parificato a quello del peso argentino, che poteva essere utilizzata per il pagamento di imposte locali della Provincia di Buenos Aires.
I tagli emessi furono da 1, 2, 5, 10, 20, 50 e 100 patacones.
Nel tempo, la circolazione si diffuse per l'impiego di acquisti tra privati, anche se la circolazione dei patacónes avveniva a un prezzo inferiore a quello nominale, che tuttavia cresceva con l'avvicinarsi della scadenza. L'emissione di varie forme di mini-bond era avvenuta anche in diverse altre province argentine, 15 su un totale di 23 province,  come strumento di finanziamento alternativo all'imposizione fiscale per rimediare al dissesto finanziario delle casse pubbliche, cronicamente afflitte da una spesa pubblica più elevata della capacità di prelievo fiscale. L'emissione di 'patacónes' raggiunse complessivamente i 3,3 miliardi di pesos argentini, pari a circa il 3,4% del Pil provinciale.
Dopo i primi successi del programma di stabilizzazione finanziaria del governo di Carlos Saúl Menem e l'introduzione della Ley de Convertibilidad del Austral del 1991, che prescriveva l'equivalenza di un dollaro americano per ogni 10.000 austral argentini, poi sostituiti nel 1992 dal peso argentino con un tasso di un peso per ogni dollaro, l'Argentina nel 1998 sprofonda in una nuova crisi finanziaria ed economica.
Con il peggioramento delle condizioni della finanza pubblica del governo argentino e delle relative province, la spinta al ricorso ai mini-bond divenne politicamente sempre più forte. L'emissione di tali strumenti era infatti politicamente preferibile all'impopolare ricorso a un aumento delle imposte, specialmente in condizioni di stagnazione economica. L'emissione di tali strumenti, tuttavia, non alleviava gli squilibri di finanza pubblica, che venivano ulteriormente aggravati dal rinvio della soluzione del problema e dall'instabilità monetaria che ciò poteva generare. L’emissione di monete parallele aumentò l'incertezza sulle condizioni di finanza pubblica del governo federale e delle province e sulla volontà politica di riportare il debito pubblico argentino su livelli sostenibili e di difendere il regime di cambio con il dollaro. Secondo uno studio pubblicato da Luis Ignacio Arguero, le province argentine che emisero tali tipologie di strumenti di pagamento non registrarono effetti positivi né sui livelli di occupazione complessiva, né nei livelli di attività economica di settori specifici, ed in alcuni casi si registrò nel settore privato persino una distruzione di posti di lavoro.
Tuttavia, con il default sul debito pubblico da parte del governo federale, la popolarità dei patacones, come per tutte le altre valute parallele, calò anche per effetto dell'abbandono del regime di equivalenza tra peso argentino e dollaro e il rischio di un'iperinflazione che li avrebbe privati di ogni valore. La loro diffusione fu messa in crisi inoltre con l'introduzione della serie "B": nel tentativo di mettere pressione sul governo affinché si affrettasse a saldare i debiti, la compagnia che li stampava decise di ridurre numerose misure di sicurezza, considerate troppo costose, rendendo i patacones maggiormente esposti alla possibilità di essere contraffatti. L'importanza economica della Provincia di Buenos Aires garantì l'accettabilità dei patacones da parte delle autorità fiscali, perché numerose grandi aziende accettarono di impiegarli come pagamento delle imposte provinciali. I patacones si diffusero fuori dalla provincia e circolarono anche al di fuori dell'Argentina, in zone vicine ai confini del paese.
Nell'approssimarsi della crisi finanziaria argentina, anche il governo federale, con decreto 1004 del 9 agosto 2001, fece ricorso all'emissione di mini-bond denominati lecop, ovvero 'Letras de cancelación de obligaciones provinciales' per un importo autorizzato fino a un miliardo di dollari..
Di seguito nella tabella sono riportati una lista di titoli analoghi emessi dalle varie province argentine.
| Denominazione  | Ente emittente            |
| -------------- | ------------------------- |
| Lecop          | Governo federale          |
| Patacón        | Provincia di Buenos Aires |
| Lecor          | Provincia di Córdoba      |
| Federal        | Provincia di Entre Ríos   |
| Cecacor        | Provincia di Corrientes   |
| Bocade         | Provincia di Tucumán      |
| Quebracho      | Provincia del Chaco       |
| Bocanfor       | Provincia di Formosa      |
| Petrom         | Provincia di Mendoza      |
| Bono Público   | Provincia di Catamarca    |
| Bocade Serie A | Provincia di La Rioja     |
| Huarpes        | Provincia di San Juan     |
| Patacón I      | Provincia di Jujuy        |